# Цзимислав
Цзимислав (лат. Cimusclus) или Чемислав, је био лужичкосрпски кнез (Коледића), наследник кнеза Милидуха, који је погинуо у борби са Францима 806. године или наследик Тунгла наведеног у 826. години. Сматра се архонтом династије Пјесова, такође је водио побуну против Луја I Побожног 839. године. Погинуо је у борби са Саксонцима 840. години код Кенигсбурга. Касније су му Саксонци одузели део земље и натерали Лужичане да им плаћају данак. Био је један од најјачих Срба тог времена, поседовао је 12 градова. После су изабрали новог кнеза који је склопио мир са Франачком.